# Northbrook (Illinois)
Northbrook (bis 1923 Shermerville) ist ein Village im Cook County im US-amerikanischen Bundesstaat Illinois. Das U.S. Census Bureau hat bei der Volkszählung 2020 eine Einwohnerzahl von 35.222 ermittelt. Northbrook ist Bestandteil der Metropolregion Chicago.

## Geografie
Die Stadt liegt 32 km nordwestlich von Chicago und hat eine Ausdehnung von 33,6 km².

## Demografie
Bei der Volkszählung 2010 lebten 33.170 Menschen, 12.642 Haushalte und 9.522 Familien in Northbrook. Die Bevölkerungsdichte betrug 2.514,8 Personen pro Quadratkilometer (971,0/km²) und es gab 13.434 Wohneinheiten mit einer durchschnittlichen Dichte von 1.018,5 pro Quadratkilometer (392,8/km²).
Es gab 12.642 Haushalte, von denen 32,5 % Kinder unter 18 in der Familie hatten, 67,3 % von Ehepaaren geführt wurden, die zusammen lebten und 6,1 % keinen Ehemann hatten, aber eine weibliche Haushälterin beschäftigten. Zudem waren 24,7 % Nicht-Familien. 22,5 % aller Haushalte bestanden aus Einzelpersonen, und 14,6 % waren Alleinstehende, die 65 Jahre oder älter waren. Die durchschnittliche Haushaltsgröße lag bei 2,57 und die durchschnittliche Familiengröße bei 3,03.
23,5 % der Bevölkerung waren Minderjährig (unter 18) und 4,9 % waren zwischen 18 und 24 Jahre alt. 17,0 % waren im Alter von 25 bis 44, 32,2 % im Alter von 45 bis 64 und 22,4 % waren 65 Jahre alt oder älter. Der Mittelwert des Alters lag bei 48,0 Jahren. Auf 100 Frauen kamen 91,7 Männer. Auf 100 Frauen ab 18 Jahren kamen 88,0 Männer.
Für den Zeitraum von 2009 bis 2011 betrug das geschätzte mittlere Jahreseinkommen für einen Haushalt $103.053 und das mittlere Einkommen für eine Familie $166.083. Männliche Vollzeitbeschäftigte hatten ein jährliches Durchschnittseinkommen von $ 97.459. Frauen hatten ein jährliches Durchschnittseinkommen von $ 54.970. Das Pro-Kopf-Einkommen für Northbrook betrug $ 51.719. Etwa 4,1 % der Familien und 4,8 % der Bevölkerung lagen unterhalb der Armutsgrenze, darunter 4,6 % der unter 18-Jährigen und 6,0 % der über 65-Jährigen.

## Geschichte
Das Gebiet um Northbrook wurde 1833 von den bis dahin dort lebenden Indianern des Potawatomi Stammes abgetreten. Kurz danach wurde die Gegend zu Ehren von Frederick Schermer, der sein Grundstück für den ersten Bahnhof zur Verfügung gestellt hatte, Shermerville genannt. In den 1870er Jahren war die Stadt eine kleine Bauernsiedlung. Im Jahr 1901 wurde sie offiziell gegründet. Aufgrund der vorherrschenden antideutschen Stimmung nach dem Ersten Weltkrieg wurde die Stadt 1923 umbenannt, um ein besseres Image zu erhalten. Zu diesem Zeitpunkt wohnten 500 Einwohner in Northbrook.
Bis zum Zweiten Weltkrieg wuchs Northbrook nur langsam. Im Jahr 1940 hatte die Stadt 1.265 Einwohner. In den folgenden 20 Jahren wuchs die Bevölkerung wesentlich stärker und erreichte im Jahr 1960 die Zahl von 11.635 Einwohnern. Einen zweiten Wachstumsschub erhielt die Stadt im Jahr 1963, nachdem eine Wasserversorgung vom Lake Michigan bis zur Wasseraufbereitungsanlage der Stadt gebaut worden war. Die Einwohnerzahl verdoppelte sich bis 1970 auf 25.422 Einwohner.

## Wirtschaft und Infrastruktur
Der Firmensitz von Underwriters Laboratories liegt ebenso in Northbrook wie das der Allstate-Versicherung, der OTTO-Tochter Crate and Barrel und des Plastikmodellherstellers Revell-Monogram.

### Verkehr
Die Stadt liegt an der Interstate 94 (I-94).

### Bildung
Northbrook besteht aus vier Stadtteilen (District 27 – 31), in denen insgesamt neun Elementary Schools und vier Junior High Schools liegen. Zudem befinden sich die Glenbrook North High School und eine Private School in Northbrook.

#### Primär- und Sekundärschulen

##### Öffentliche Schulen
Distrikt 27 betreibt drei Klassenzentren in Northbrook, darunter die Hickory Point School (K-2), die Shabonee School (3–5) und die Wood Oaks Junior High School (6–8).
Distrikt 28 betreibt drei (K-5) Grundschulen, die Meadowbrook Grundschule, die Greenbriar Grundschule und die Westmoor Grundschule in Northbrook. Die Northbrook Junior High School (6–8) ist die Junior High School des Distrikts in Northbrook.
Distrikt 30 betreibt die Wescott School (K-5) in Northbrook und die Willowbrook School (K-5) in Glenview, beide Grundschulen dienen Northbrook. Die Maple Middle School (6–8) ist die Junior High des Distrikts 30.
Der Teil von Northbrook, der vom Bezirk 31 bedient wird, wird von der Winkelman School, einer Grundschule in Glenview, und der Field School, einer Mittelschule in Northbrook, bedient.
Der Northfield Township High School District 225 ist der High School District, der Northbrook bedient. Die Glenbrook North High School befindet sich in Northbrook und bedient somit auch den größten Teil von Northbrook. Die Glenbrook South High School befindet sich ebenfalls im Distrikt 225, der hauptsächlich das nahe gelegene Glenview, den Teil des Distrikts 31 in Northbrook und die wichtigste Konkurrenzschule von Glenbrook North bedient.

#### Private Schulen
- St. Norbert Catholic School (K-8)[9]
- The Cove School (K-12)[10]
- Solomon Schechter Day School (K-8)[11]
- Countryside Day School (K-8)[12]

##### Hochschulen
Das für Northbrook zuständige Community College ist das Oakton Community College.

#### Öffentliche Bibliotheken
Die „Northbrook Publik Library“ ist die öffentliche Bibliothek in Northbrook. Ursprünglich war die Bibliothek ein von dem Citizens' Club of Shermer gegründeter Lesesaal. Die Northbrook Public Library wurde erstmals am 28. Juni 1952 in einem Raum im Rathaus eröffnet; das erste eigene Bibliotheksgebäude wurde 1954 eingeweiht. Der nördliche Teil der heutigen Bibliothek wurde 1969 eröffnet, und die Anleihen von 1975 und 1997 erweiterten die heutige Bibliothek.

## Lokale Medien

### Zeitungen
In Northbrook gibt es zwei Zeitungen, "Northbrook Star" und "The Northbrook Tower". "Northbrook Star" ist Teil der Chicago Tribune und „The Northbrook Tower“ gehört zu 22nd Century Media.

### Fernsehen
Die Regierung von Northbrook betreibt einen Fernsehsender, auf den alle Einwohner zugreifen können. Der NCTV Cable Channel 17 sendet beispielsweise die lokalen Wahlen und Informationen über Northbrook und Umgebung.

## Filmproduktionen
Der in Northbrook aufgewachsene Regisseur und Drehbuchautor John Hughes (1950–2009) nutzte die fiktive Stadt „Shermer“ als Kulisse mehrerer seiner Filme. David Kamp, Autor bei Vanity Fair, schrieb, dass John Hughes’ fiktive Stadt zum Teil Northbrook und zum Teil ein Zusammenschluss aller Städte und Viertel am North Shore sei, und so all die verschiedenen Milieus, die es in den amerikanischen Vororten gab. Zudem sei „Shermer“ eine „Jedermannsstadt“ für jeden Teenager und eine ausdrückliche Hommage an Hughes’ Heimatgebiet. 1962 zog der Regisseur mit seiner Familie nach Northbrook, wo er die Glenbrook North High School besuchte.
Viele Teile des Hughes-Films Ferris macht blau (Originaltitel: Ferris Bueller's Day Off) wurden im Herbst 1985 in der Glenbrook North High School gedreht, wobei die Schüler als Statisten dienten (die meisten Innenaufnahmen wurden jedoch an der Maine North High School gedreht). Der Wasserturm, auf dem „Save Ferris“ (zu Deutsch: „rette Ferris“) geschrieben steht, befindet sich in der Nähe der öffentlichen Bibliothek in Northbrook. Einige Außenaufnahmen der Glenbrook North High School wurden außerdem im Film The Breakfast Club von Hughes verwendet. Außerdem wurde die Partyszene aus dem Film Allein mit Onkel Buck in einem Haus in der Cabtree Lane in Northbrook gefilmt. Die Szene des Lebensmittelgeschäft in She’s Having a Baby (Regie: Hughes) wurde in dem Supermarkt Sunset Foods gedreht, und Szenen aus Eine ganz normale Familie (Originaltitel: "Ordinary People", Regie: Robert Redford) und L.I.S.A. – Der helle Wahnsinn (Originaltitel: Weird Science, Regie: Hughes) wurden im Northbrook Court Einkaufszentrum gefilmt. Eine kleine Szene aus dem Film Lockere Geschäfte (Originaltitel: Risky Business, Regie: Paul Brickman) wurde an einer Autobahnrampe vor dem Edens Expressway aufgenommen.

## Persönlichkeiten

### Söhne und Töchter der Stadt
- Jayne Brook (* 1960), Schauspielerin
- Scott Adsit (* 1965), Schauspieler und Synchronsprecher
- Wendy Allison Braun (* 1970), Schauspielerin
- Harish Raghavan (* 1982), Jazzmusiker
- J.T. Compher (* 1995), Eishockeyspieler

### Persönlichkeiten, die vor Ort gewirkt haben
- Luol Deng (* 1985), NBA-Spieler der Chicago Bulls
- John Hughes (1950–2009), Regisseur, Filmproduzent und Autor, wuchs in Northbrook auf und ließ viele seiner Filme dort spielen
- Dave Cruikshank (* 1969), Eisschnellläufer, Trainer und Geschäftsmann
- Andrés Nocioni (* 1979), NBA-Spieler der Chicago Bulls
- Ben Gordon (* 1983), NBA-Spieler der Chicago Bulls

## Parks und Freizeitangebote

### Öffentliche Parkanlagen

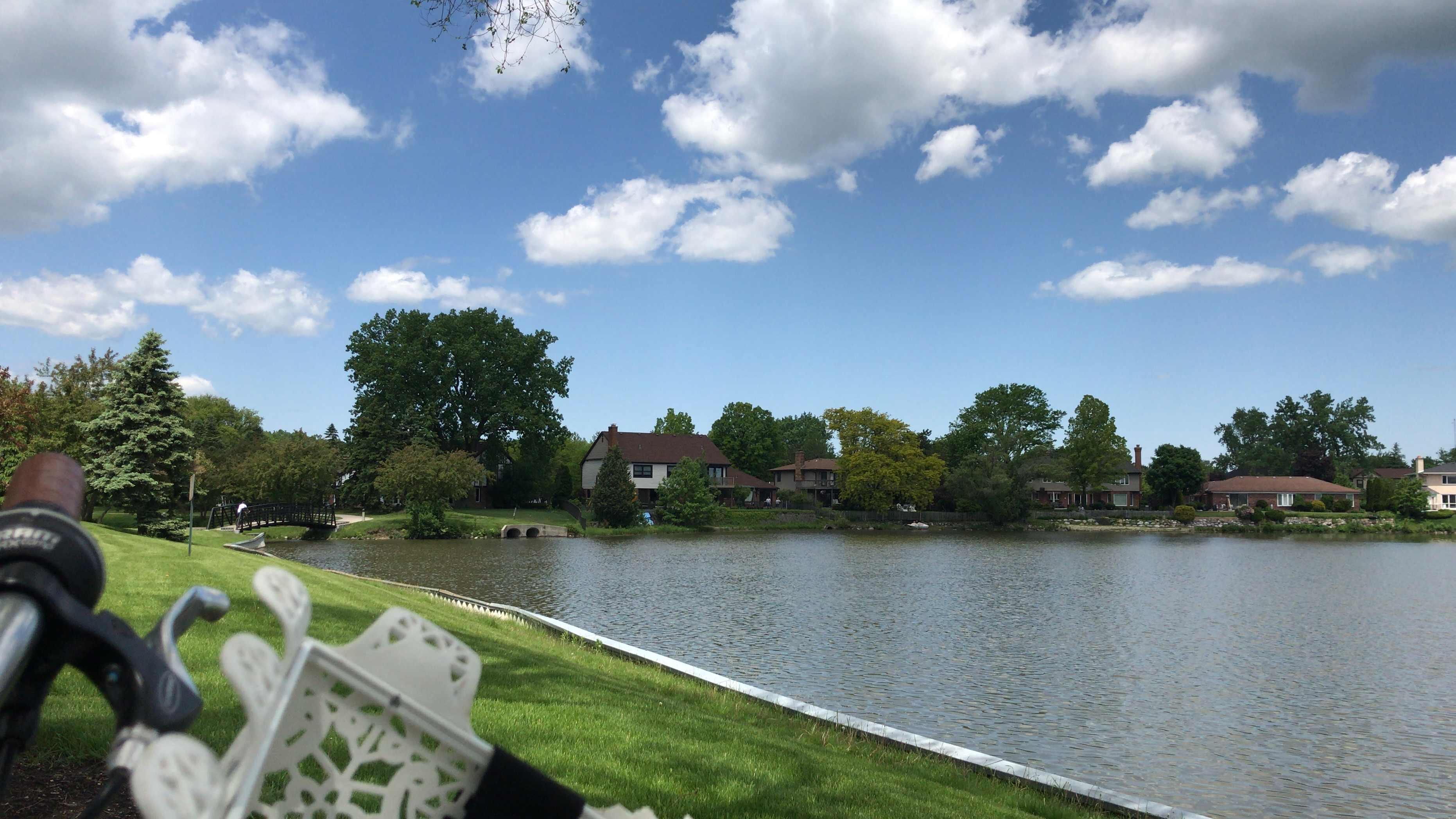
Wood Oaks Green Park in Northbrook

Northbrook hat viele Parks und Golfplätze. Dazu gehören der Wood Oaks Green Park, der Crestwood Park, der Brees Park, der Floral Park und der Greenfield Park. Zu den Golfplätzen in Northbrook gehört der Sportsman's Country Club, der Anetsberger Golfplatz und der Techny Prairie Park and Fields. Weitere Einrichtungen in der Stadt sind das Northbrook Sports Center, das Northbrook Leisure Center und das Meadowhill Aquatic Center.
Der Northbrook Park District betreibt Freizeiteinrichtungen in Northbrook. Der im Juni 1927 gegründete 17,25 squaremiles (44,7 km²) große Park District bedient ganz Northbrook und einige nicht eingetragene Gebiete innerhalb von Cook County. Der Parkbezirk liegt innerhalb der Gemeinden Northfield und Wheeling.